# Vilma Eckl
Vilma Eckl (* 26. Juni 1892 in Lorch; † 10. Juni 1982 in Linz) war eine österreichische Malerin und Grafikerin.

## Leben und Wirken
Vilma Eckl war die Tochter des Eisenbahningenieurs Georg Eckl. In ihrer späteren langjährigen Heimatstadt Linz besuchte sie die privaten Malschulen von Rosa Scherer, Bertha von Tarnóczy und Tina Kofler. 1912 nahm sie mit Blumenaquarellen erstmals an Ausstellungen in Linz und Salzburg teil. Während des Ersten Weltkriegs war sie als Rot-Kreuz-Schwester tätig. Danach besuchte sie in Linz 1919/1920 die damalige  Kunstgewerbeschule Linz (beim Architekten Georg Schmidhammer) und von 1920 bis 1922 die private Malschule von Matthias May. Letztere prägte ihre künstlerische Entwicklung wesentlich, wie auch die Bekanntschaft mit der Malerin Margarete Pausinger. Eckl begann mit der Ölmalerei und unternahm Studienreisen nach Deutschland, Schweiz, Italien und Jugoslawien. Der deutsche Expressionismus – insbesondere die Münchner Gruppe Der Blaue Reiter – übte bedeutenden Einfluss auf sie aus. Sie gehörte den Linzer Künstlergruppen MAERZ und Der Ring an und stellte ihre Werke ab den 1930er Jahren regelmäßig aus. Neben Margret Bilger wurde sie zu den wichtigsten Künstlerinnen aus Oberösterreich gezählt. Sie starb 1982 mit 89 Jahren in Linz.
Den Nachlass betreut die Galerie Lehner, Wien. Die Künstlerin ist auf dem St. Barbara-Friedhof in Linz begraben.

## Werk
Vilma Eckl widmete sich, beeinflusst durch ihre Lehrerinnen Tarnóczy, Scherer und Kofler, zunächst vor allem der Blumenmalerei. Durch May wandte sie sich stattdessen mehr der menschlichen Figur als Thema zu. Von der Ölmalerei ging sie zunehmend zur Verwendung von Ölkreide über, die Ende der 1930er Jahre ihre bevorzugte Technik wurde. Zu den häufigsten Motiven ihrer Werke gehörten farbenfrohe Darstellungen bäuerlichen Lebens, tanzende Frauen und sich bewegende Pferde. Dabei setzte sie meistens Farbkreiden ein. Demgegenüber stehen bewegungsarme Kohlezeichnungen, in denen sie das Schicksal von Flüchtlingsfrauen in Lambach kurz nach dem Zweiten Weltkrieg thematisierte.

## Ehrungen und Auszeichnungen (Auswahl)

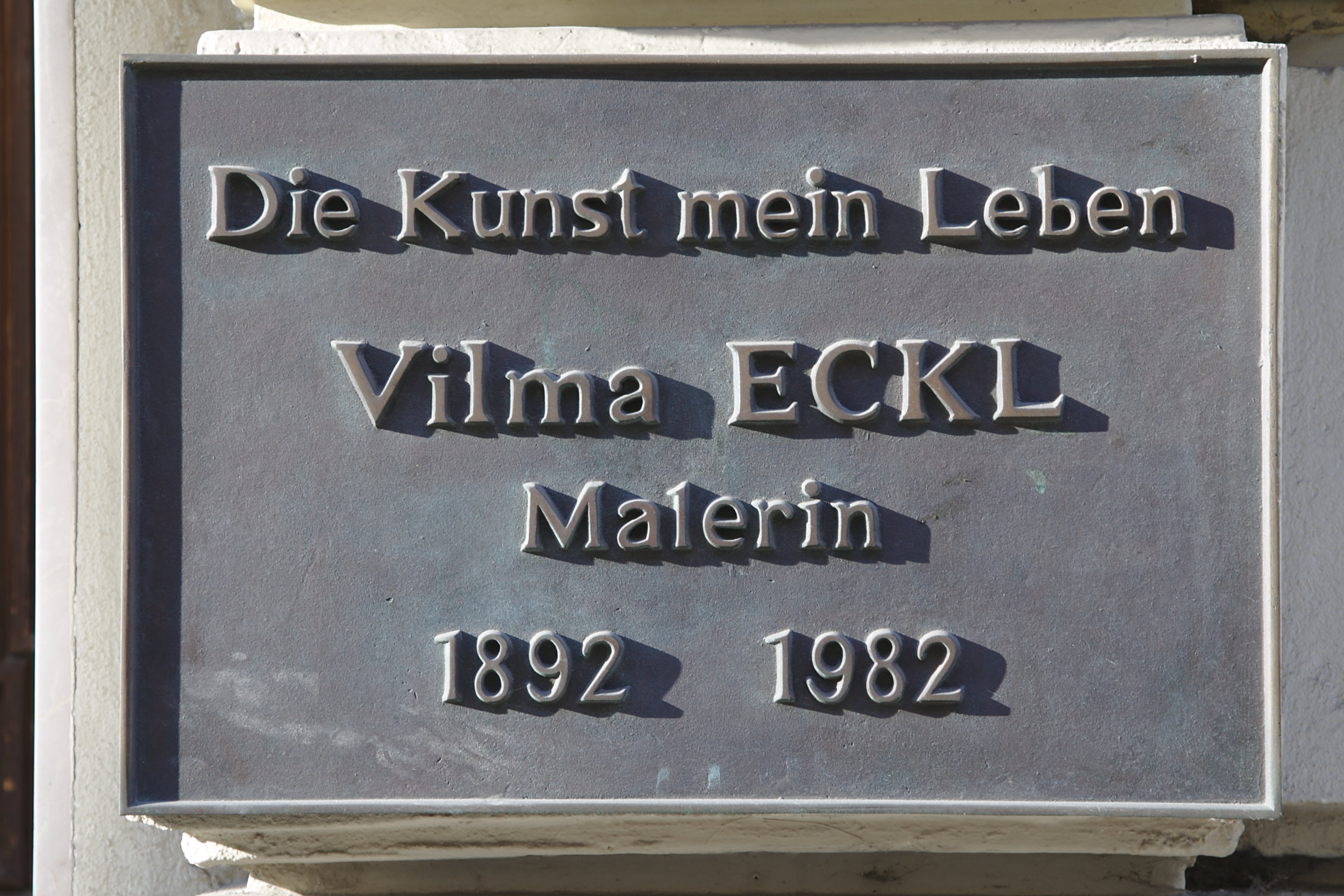
Gedenktafel in Linz, Volksfeststraße 29

- 1946: Kulturpreis des Landes Oberösterreich und der Stadt Linz
- 1953: Professorentitel
- 1961: Adalbert-Stifter-Preis des Landes Oberösterreich
- 1962: Ehrenring der Stadt Linz
- 1966: Umbenennung des Ennser Bahnhofplatzes in Vilma-Eckl-Platz
- 1967: Benennung der Vilma-Eckl-Straße in Lambach
- 1992: Benennung der Gasse Ecklweg in Linz (Katastralgemeinde Katzbach)[2]
- 2002: Gedenktafel anlässlich des 20. Todestags von Vilma Eckl an ihrem Wohnhaus in der Volksfeststraße 29 in Linz

## Ausstellungen und Ausstellungsbeteiligungen (Auswahl)
- 1929: Wanderausstellung des Künstlerbundes MAERZ in Stettin, Würzburg, Leipzig, Essen
- 1936: Galerie Würthle, Wien
- 1936: Österreichische Ausstellung in London
- 1937: Wanderausstellung der Albertina in der Schweiz (Basel, Zürich, Bern)
- 1937: Weltausstellung in Paris, Aquarellausstellung österreichischer Künstler in Paris
- 1939: München
- 1941: Chemnitz, Mannheim, Kassel
- 1942: Museum Folkwang Essen, Künstlerhaus Wien, Hagenbund
- 1942: Galerie Welz, Wien
- 1946: Erste große Kunstausstellung, Linz
- 1947: Neue Galerie der Stadt Linz
- 1949: Österreichische Ausstellung in Prag, Brünn, Pressburg
- 1950: Österreichische Ausstellung in London
- 1950: Meisterwerke österreichischer Kunst, Künstlerhaus Salzburg
- 1950: XXV. Biennale Venedig
- 1951: Galerie Würthle (gemeinsam mit Alfred Kubin), Wien
- 1951: Galerie Welz, Salzburg
- 1952: Ausstellung der Wiener Secession in Rom
- 1953: Sonderausstellung im Oberösterreichischen Landesmuseum in Linz
- 1953: Neue Galerie des Landesmuseums, Johanneum Graz, Ausstellung zeitgenössischer Kunst in Neu-Delhi
- 1954: Festwochenausstellung der Wiener Sezession
- 1954: Ausstellung der Albertina in Mailand, Rom und Turin
- 1955: Ausstellung bildender Künstlerinnen Österreichs in Hamburg Grafik der Gegenwart im Landesmuseum Klagenfurt, Meistergrafik in Österreich, Bregenz, Galerie Welz, Salzburg
- 1956: Expozitia de Pictura si Grafica Austriaca, Bukarest Der Tanz in der Kunst, Schloss Arbon, Schweiz
- 1960: Donaueschingen
- 1961: Große Kollektivausstellung Landesmuseum Linz
- 1966: Einzelausstellung Stadthalle Enns
- 1969: Einzelausstellung im Linzer Schloss
- 1970: Einzelausstellung Stift Reichersberg
- 1973: Galerie Haas, Vaduz, Liechtenstein
- 1977: Museum Lauriacum Enns
- 1987: Galerie Lehner, Linz
- 1989: Museum Lauriacum Enns
- 1992: Gedächtnisausstellung zum 100. Geburtstag, OÖ. Landesmuseum
- 2008: Galerie Lehner, Wien
- 2011: Sonderausstellung auf der WIKAM im Palais Ferstel